# Farzad Rouhani
Farzad 'Freddy' Rouhani is een in Iran geboren Amerikaans professioneel pokerspeler. Hij won onder meer het $2.500 Omaha / Seven Card Stud Hi-Low-8 or Better-toernooi van de World Series of Poker 2008 (goed voor een hoofdprijs van 232.911,-) en het $1.000 Seven Card Stud Hi/Lo-toernooi van The Fourth Annual Jack Binion World Poker Open 2003 (goed voor $ 31.816,-).
Rouhani won tot en met juni 2014 meer dan $1.750.000,- in pokertoernooien (cashgames niet meegerekend).

## Wapenfeiten
Rouhani won in 2008 zijn eerste World Series of Poker (WSOP)-toernooi, maar was daar eerder al dichtbij. In het $2.000 No Limit Hold'em-toernooi van de World Series of Poker 2006 werd hij tweede, achter Justin Scott. Dat leverde hem wel $429.065,- op, meer dan hij met zijn toernooiwinst twee jaar later verdiende. Toen Rouhani op de WSOP 2008 alsnog zijn eerste titel pakte, had hij 3,5 week later bijna ook zijn tweede te pakken. Uiteindelijk werd hij in het $1.500 No Limit Hold'em-toernooi vierde, goed voor $231.584,-.
Op de World Series of Poker 2009 bereikte Rouhani opnieuw twee finaletafels. In het $1.500 H.O.R.S.E.-toernooi werd hij toen negende ($19.265,-). In de strijd om de $10.000 World Championship Seven Card Stud Hi/Lo-titel was hij voor de tweede keer verliezend finalist, ditmaal door toedoen van Jeff Lisandro. Rouhani kreeg daarvoor wel weer $266.804,- mee naar huis.

## WSOP-titel
| Jaar                       | Toernooi                                        | Prijs       |
| -------------------------- | ----------------------------------------------- | ----------- |
| World Series of Poker 2008 | $2.500 Omaha/Seven Card Stud Hi-Low-8 or Better | $ 232.911,- |